# Europees kampioenschap dammen 2008
Het Europees kampioenschap dammen 2008 werd van 20 t/m 27 augustus 2008 in Tallinn met 66 deelnemers volgens het Zwitsers systeem gespeeld.
Elke speeldag werd 1 ronde gespeeld behalve op 25 augustus toen 2 rondes werden gespeeld. 
Guntis Valneris werd kampioen met 13 punten uit 9 partijen. 
Op 1 punt achterstand volgden Aleksandr Georgiejev, Edvardas Bužinskis, Vadim Virny en Jevgeni Vatoetin. 
De beste voor Nederland uitkomende dammers waren Kees Thijssen, Alexander Baljakin, Martin Dolfing en Hein Meijer, allen met 11 punten en daarna Pim Meurs en Sven Winkel, beide met 10 punten. 
Ron Heusdens, Björn Winkel en Erik van de Weerdhof behaalden 9 punten. 
Er namen geen Belgische spelers deel aan het toernooi.

## Eindklassement algemeen
| plaats | speler                 | land        | punten |
| ------ | ---------------------- | ----------- | ------ |
| 1      | Guntis Valneris        | Letland     | 13     |
| 2      | Aleksandr Georgiejev   | Rusland     | 12     |
| 3      | Edvardas Bužinskis     | Litouwen    | 12     |
| 4      | Vadim Virny            | Rusland     | 12     |
| 5      | Jevgeni Vatoetin       | Wit-Rusland | 12     |
| 6      | Aleksandr Schwarzman   | Rusland     | 11     |
| 7      | Kees Thijssen          | Nederland   | 11     |
| 8      | Alexander Baljakin     | Nederland   | 11     |
| 9      | Martin Dolfing         | Nederland   | 11     |
| 10     | Andrej Kalmakov        | Rusland     | 11     |
| 11     | Hein Meijer            | Nederland   | 11     |
| 12     | Roberts Misans         | Letland     | 11     |
| 13     | Aleksandr Getmanski    | Rusland     | 11     |
| 14     | Anatoli Gantvarg       | Wit-Rusland | 11     |
| 15     | Moerodoello Amrillajev | Rusland     | 11     |
| 16     | Ihar Mikhalchenka      | Wit-Rusland | 11     |
| 17     | Vladimir Milsjin       | Rusland     | 11     |
| 18     | Artem Ivanov           | Oekraïne    | 11     |
| 19     | André Bercot           | Frankrijk   | 11     |
| 20     | Benno Butilis          | Letland     | 10     |
| 21     | Aleksej Domchev        | Litouwen    | 10     |
| 22     | Rik Keurentjes         | Nederland   | 10     |
| 24     | Pim Meurs              | Nederland   | 10     |
| 25     | Sven Winkel            | Nederland   | 10     |
| 26     | Yuri Anikejev          | Oekraïne    | 10     |
| 28     | Igor Kirzner           | Oekraïne    | 10     |
| 29     | Raimonds Vipulis       | Letland     | 10     |
| 33     | Ron Heusdens           | Nederland   | 9      |
| 35     | Björn Winkel           | Nederland   | 9      |
| 39     | Sjargej Nasevitsj      | Wit-Rusland | 9      |
| 40     | Erik van de Weerdhof   | Nederland   | 9      |